# Katarzyna Gdaniec
Katarzyna Gdaniec (ur. 21 marca 1965 w Skórczu) – polska tancerka i choreografka.

## Życiorys
Uczyła się w Państwowej Szkole Baletowej w Gdańsku, stypendystka Krajowego Funduszu na rzecz Dzieci. W 1983 zdobyła brązowy medal XI Międzynarodowego Konkursu dla Młodych Tancerzy w Lozannie. W latach 1984–1992 była solistką Baletu XX Wieku Maurice'a Béjarta, następnie w 1992 objęła przewodnictwo (wraz z Marco Cantalupo) zespołu baletowego Compagnie Linga w Lozannie, w którym jest również tancerką i choreografką.
W 2017 otrzymała Nagrodę Prezydenta Miasta Gdańska w Dziedzinie Kultury z okazji jubileuszu 25-lecia działalności teatru tańca Compagnie Linga.